# 自守形式
數學上所謂的自守形式（英語：Automorphic form），是一類特別的複變數函數，並在某個離散變換群下滿足由自守因子描述之變換規律。模形式與馬斯形式是其特例。由自守形式可定義自守表示，嚴格言之，自守表示並非尋常意義下的群表示，而是整體赫克代數上的模。
龐加萊在1880年代曾研究過自守形式，他稱之為富克斯函數。郎蘭茲綱領探討自守表示與數論的深入聯繫。

## 古典定義
設 {\displaystyle \Gamma } 為作用於複區域 {\displaystyle D} 的離散群。取定自守因子 {\displaystyle j_{\gamma }(x),\;(\gamma \in \Gamma ,x\in D)} 及權 {\displaystyle m\in \mathbb {N} }。相應的權 {\displaystyle m} 自守形式是 {\displaystyle D} 上滿足下述函數方程的全純函數
{\displaystyle j_{\gamma }(x)^{m}f(\gamma (x))=f(x),\quad x\in D,\gamma \in \Gamma }。
自守因子 {\displaystyle j_{\gamma }(x)} 當 {\displaystyle \gamma } 固定時是 {\displaystyle D} 上的全純函數，並且是 {\displaystyle \Gamma } 上的 1-閉上鏈。
定義中的複值函數 {\displaystyle f} 可推廣成取值為矩陣的函數；權 {\displaystyle m} 的限制亦可放鬆，例如半整數 {\displaystyle m\in {\frac {1}{2}}+\mathbb {Z} }。

## 群上的定義
自守形式另有群表示理論的詮釋，並牽涉數論，但無法完全涵攝古典定義。為簡單起見，以下設 {\displaystyle G=\mathrm {GL} (n)}，其中心可等同於 {\displaystyle \mathbb {G} _{m}}。
考慮整體域 {\displaystyle F}（例如 {\displaystyle F=\mathbb {Q} }），由此定義 {\displaystyle G} 的阿代爾點 {\displaystyle G(\mathbb {A} _{F})}，賦予相應的拓撲結構，並取定標準的緊子群 {\displaystyle K}。
固定一擬特徵 {\displaystyle \omega :F^{\times }\backslash \mathbb {A} _{F}^{\times }\to \mathbb {C} ^{\times }}。以 {\displaystyle \omega }為中心特徵的自守形式定為 {\displaystyle G(F)\backslash G(\mathbb {A} _{F})} 上滿足下列條件的複值函數 {\displaystyle f}：
1. {\displaystyle f} 光滑：若 {\displaystyle F} 為函數域，這代表 {\displaystyle f} 是局部常數函數。否則意謂存在一組 {\displaystyle G(\mathbb {A} _{F})} 的開覆蓋 {\displaystyle {\mathcal {U}}}，對每個 {\displaystyle h\in U\in {\mathcal {U}}}，{\displaystyle f(h)=f_{U}(h_{\infty })}，而 {\displaystyle f_{U}} 無窮可微。
2. 对任何{\displaystyle z\in \mathbb {A} _{F}} 及任何 {\displaystyle h}，总有 {\displaystyle f(z\cdot h)=\omega (z)f(h)}。
3. {\displaystyle f} 右 {\displaystyle K}-有限：函數 {\displaystyle f(\cdot k)\;(k\in K)} 張成有限維向量空間。
4. 承上，設 {\displaystyle {\mathcal {Z}}_{v}} 為泛包絡代數 {\displaystyle U({\mathfrak {gl}}(n,F_{v}))} 之中心，則 {\displaystyle f} 為 {\displaystyle {\mathcal {Z}}_{v}}-有限。
5. 緩增性：固定適當的高度函數 {\displaystyle \|\cdot \|:G(\mathbb {A} _{F})\to \mathbb {R} _{>0}}（取法不影響定義），存在常數 {\displaystyle C} 及 {\displaystyle N\in \mathbb {N} } 使得 {\displaystyle |f(g)|\leq C\|g\|^{N}}。

註記. 若 {\displaystyle v} 是 {\displaystyle F} 的阿基米德賦值，條件二中張出的空間在李代數 {\displaystyle {\mathfrak {gl}}(n,F_{v})} 的作用 {\displaystyle f\mapsto Xf} 下不變。條件三蘊含自守形式對阿基米德賦值是解析函數。
若對所有 {\displaystyle r+s=n\,(0<r,s<n)} 皆有
{\displaystyle \int _{M_{r,s}(F)\backslash M_{r,s}(\mathbb {A} _{F})}f{\begin{pmatrix}I_{r}&X\\0&I_{s}\end{pmatrix}}\,dX=0}
則稱 {\displaystyle f} 為尖點形式。

## 自守表示
定義 {\displaystyle {\mathcal {A}}(G(F)\backslash G(\mathbb {A} _{F}),\omega )} 為中心特徵為 {\displaystyle \omega } 的自守形式集，子空間 {\displaystyle {\mathcal {A}}_{0}(G(F)\backslash G(\mathbb {A} _{F}),\omega )} 則為尖點形式集。
這兩個空間是有限阿代爾群 {\displaystyle G(\mathbb {A} _{\mathrm {fin} })} 的表示；對阿基米德賦值則帶有 {\displaystyle ({\mathfrak {g}},K)}-模結構。此套結構可以概括為整體赫克代數 {\displaystyle {\mathcal {H}}_{G(\mathbb {A} _{F})}} 的表示。注意：它們並非 {\displaystyle G(\mathbb {A} )} 的表示！
一個自守表示是 {\displaystyle {\mathcal {H}}_{G(\mathbb {A} _{F})}}-模 {\displaystyle {\mathcal {A}}(G(F)\backslash G(\mathbb {A} _{F}),\omega )} 之子商，{\displaystyle \omega } 稱作該自守表示的中心擬特徵。尖點自守表示是 {\displaystyle {\mathcal {A}}_{0}(G(F)\backslash G(\mathbb {A} _{F}),\omega )} 之子空間。